# هانس بيتر شالر
هانس بيتر شالر هو لاعب كرة قدم ومدرب كرة قدم نمساوي، ولد في 5 سبتمبر 1962 في النمسا. لعب مع Persiba Balikpapan ‏.